# František Plánička
František Plánička (Praga, 2 giugno 1904 – Praga, 20 luglio 1996) è stato un calciatore cecoslovacco, di ruolo portiere.
Calciatore di fama internazionale degli anni trenta, soprattutto in Italia, anche per via del fatto che spesso era elogiato dai giornalisti italiani in virtù delle sue prestazioni contro la nazionale italiana o le formazioni di club, era uno dei più rappresentativi della sua generazione, tanto da essere paragonato all'italiano Gianpiero Combi e allo spagnolo Ricardo Zamora tra i portieri più forti della sua epoca e di tutto il periodo calcistico antecedente alla seconda guerra mondiale. 
Già nel 1935 era entrato nella leggenda, considerato un simbolo del calcio internazionale tanto quanto Matthias Sindelar.
Portiere leggendario, soprannominato la «rondine boema», era considerato come il rivale di Zamora, anche se un po' meno bravo rispetto allo spagnolo.
Inoltre, dopo aver giocato costantemente per anni ad un livello qualitativo elevato, il trio difensivo dello Slavia Praga negli anni trenta formato dallo stesso Planicka e dai due difensori Novak e Zenisek era stato paragonato al trio dei ragionieri della Juventus, Combi-Rosetta-Caligaris.
Nel 1933, secondo gli addetti ai lavori viennesi, era considerato come il secondo miglior portiere del mondo, dopo Rodolphe Hiden.
Secondo La Stampa, nel 1940 Planicka deteneva il record assoluto di presenze in una Nazionale assieme all'uruguaiano Ángel Romano, entrambi con 77. Sempre secondo La Stampa, secondo un proprio glossario calcistico del 1967, Planicka è incluso tra i migliori portieri di sempre.
Nel 1998 è stato in lizza per divenire il portiere del secolo secondo l'IFFHS, ma alla fine Plánička ha raggiunto il nono posto. 
Anche negli anni duemila è considerato tra i portieri più forti del mondo.

## Biografia
Oltre ad essere un giocatore di calcio a livello internazionale, Planicka svolgeva anche il lavoro di impiegato. Era un appassionato della lettura.

## Caratteristiche tecniche
Paragonato a Zamora nonostante l'altezza differente, Plánička era un giocatore di classe, definito come un «atleta eccezionale», «elegante», era un portiere che si tuffava troppo spesso anche quando non era necessario, ma non era spettacolare nelle parate, a differenza di Zamora, Combi e altri suoi contemporanei.
Abile nelle uscite, era dotato di un grande senso della posizione, di un'ottima presa, di riflessi felini, di un buon fisico, possedeva una grande visione di gioco, agilità e grande tempo di intervento, dando così una propria impronta al ruolo di portiere.
Da giovane era dotato anche di una spiccata velocità e riflessi straordinari, ma col passare degli anni perse queste qualità a vantaggio però dell'esperienza.
Il tuffo definito «a valanga» era la sua specialità, l'abilità che lo distingueva dagli altri grandi estremi difensori, consentendogli di raggiungere la sfera anche nelle circostanze più difficili.

## Carriera

### Club
Dopo aver giocato nel Bubenec, è inserito nello Slavia Praga, una delle migliori squadre della Cecoslovacchia, della quale diviene nel corso degli anni un vero e proprio simbolo.
Nel gennaio del 1928, durante una tournée amichevole del club cecoslovacco in Italia, in particolare nella sfida contro il Torino (2-2), si scontra nelle fasi di gioco con l'avversario Feliciano Monti, dovendo uscire dal campo per infortunio.
Nei primi di luglio 1929 è protagonista con un'ottima prestazione - il migliore in campo secondo gli addetti ai lavori - della vittoria ottenuta in casa contro la Juventus per 3-0 nella sfida di ritorno della Coppa Europa, partita disputata su un campo impraticabile a causa dei forti nubifragi che avevano colpito Praga nei giorni precedenti la sfida.
Il 6 luglio 1932 lo Slavia Praga vince per 4-0 sulla Juventus nell'andata delle semifinali di Coppa Europa: Planicka risulta nuovamente protagonista, tra i migliori in campo.
Tre giorni dopo, durante la sfida di ritorno giocata a Torino, sul parziale di 2-0 a favore della Juventus, i tifosi italiani cominciano a lanciare delle pietre contro l'estremo difensore cecoslovacco, una lo ferisce gravemente e Planicka cade al suolo: portato negli spogliatoi dai compagni di squadra, lo Slavia Praga decide di non scendere più in campo e l'arbitro decreta la fine del match.
Sia la Juventus sia lo Slavia Praga sono esclusi dal torneo.

### Nazionale
Il 17 gennaio 1926 esordisce nella Nazionale cecoslovacca all'età di 21 anni in una sfida amichevole giocata a Torino contro l'Italia e persa 3-1.
L'8 settembre 1929 gioca una partita valida per la Coppa Internazionale contro l'Ungheria (1-1), disputando un'ottima gara.
Il 15 novembre 1931 è nuovamente impegnato nella Coppa Internazionale, questa volta contro l'Italia (2-2): quando gli Azzurri stanno per vincere l'incontro, sul punteggio parziale di 2-1, il portiere cecoslovacco riesce praticamente da solo a salvare l'incontro per i cecoslovacchi, che nel finale troveranno il pari.
Il 17 aprile 1932 indossa per la prima volta la fascia di capitano della Nazionale cecoslovacca, nella sfida contro la Svizzera persa 5-1. Il 28 ottobre 1932 gioca l'ultima partita valida per la Coppa Internazionale 1931-1932, vinta per 2-1 sull'Italia.
Il 7 maggio 1933 gioca un'altra partita contro la formazione italiana, in una nuova edizione della Coppa Internazionale: finisce 2-0 per l'Italia, il portiere è nuovamente protagonista, risultando per l'ennesima volta il migliore tra i suoi. Il 29 aprile 1934 è tra i migliori in campo nella sfida valida per la Coppa Internazionale pareggiata 2-2 contro l'Ungheria.
Partecipa ai Mondiali del 1934, svoltisi in Italia: agli ottavi la Cecoslovacchia supera la Romania (2-1), ai quarti la Svizzera (3-2) e in semifinale la Germania (3-1), approdando così in finale contro l'Italia: all'epoca ritenuto tra i giocatori più famosi della propria nazionale, nonostante la sconfitta per 2-1, quella giocata il 10 giugno in quel di Roma da Plánička è ritenuta come una delle sue migliori partite. Inoltre, secondo gli addetti ai lavori, il portiere è stato il migliore della competizione.
Elogiato prima di un Italia-Cecoslovacchia del 1935, la sfida, giocata a Torino e vista come una rivincita della finale del Mondiale 1934 (vinto dall'Italia 2-1 sui cecoslovacchi), vide il successo della Cecoslovacchia per 2-1.
Durante il Mondiale 1938, giocato da capitano, tiene la rete inviolata per 149 minuti. La Cecoslovacchia, dopo aver superato per 3-0 i Paesi Bassi agli ottavi, raggiunge i quarti contro il Brasile; l'incontro, pareggiato 1-1, passa alla storia come uno dei più cattivi di sempre: tre espulsi, l'attaccante cecoslovacco Oldřich Nejedlý finisce in ospedale con una gamba rotta, mentre Plánička rimedia la frattura di una clavicola e la frattura al braccio.
Ha disputato 73 partite in dodici anni di nazionale, 37 da capitano nel periodo dal 1932 al 1938, subendo 125 reti e giocando due Mondiali da protagonista.

## Statistiche

### Record

#### Con lo Slavia Praga
- Primatista di presenze in Coppa dell'Europa Centrale (33).[50]

## Palmarès

### Club

#### Competizioni nazionali
- Campionato cecoslovacco: 8

Slavia Praga: 1925, 1928-1929, 1929-1930, 1930-1931, 1932-1933, 1933-1934, 1934-1935, 1936-1937

#### Competizioni internazionali
- Coppa dell'Europa Centrale: 1

Slavia Praga: 1938

### Individuale
- All-Star Team del mondiale: 1[51]

Francia 1938